# Квалітет
Кваліте́т (міра точності) (англ. Standart tolerance grades; IT Grade) — ступені стандартних допусків, що розглядаються як відповідні одному рівню точності для всіх номінальних розмірів. Для цілей допусків і посадок за системою ISO група допусків (наприклад IT7) вважається за відповідну тому самому ступеню точності для всіх номінальних розмірів.

## Загальні положення
Система допусків і посадок встановлює 20 квалітетів стандартних допусків, позначених IT01, IT0, IT1....IT18 для інтервалу розмірів від 0 до 500 мм включно і 18 квалітетів стандартних допусків в інтервалі розмірів від 500 до 3150 мм (включно), позначених IT1...IT18.
Система ISO походить від 25 бюлетеня Міжнародної асоціації із стандартизації (ISA), який охоплював номінальні розміри тільки до 500 мм і базувався головним чином на практичному досвіді у промисловості. Система не була розроблена на узгодженій математичній базі і тому в системі були розбіжності через різні формули розрахунку для відхилів квалітетів IT до 500 мм.
Значення стандартних допусків на номінальні розміри від 500 до 3150 мм було згодом розроблено для експериментальних цілей і так як вони виявились прийнятними в промисловості, то їх тепер подано як частина системи ISO.
Належить зазначити, що значення стандартних допусків у квалітетах IT0 та IT01 не наведено у головному тексті стандарту, тому, що їх мало застосовують на практиці, проте їх значення подано у додатку.

## Стандартні допуски для номінальних розмірів до 500 мм

### Квалітети стандартних допусків від IT01 до IT4
Значення стандартних допусків у квалітетах IT01, IT0 та IT4 розраховано за формулами:
- IT01:  0,3 + 0,08D;
- IT0:   0,5 + 0,021D;
- IT1:   0,8 + 0,020D.

Для квалітетів IT2...IT4 не подано формул, однак значення допусків у цих квалітетах приблизно є членами геометричної прогресії між значеннями IT1 та IT5.

### Квалітети стандартних допусків від IT5 до IT18
Значення стандартних допусків у квалітетах IT5...IT18 для номінальних розмірів до 500 мм визначено як функція одиниці стандартного допуску i.
Одиницю стандартного допуску i в мікрометрах визначають за формулою:
{\displaystyle i=0,45\cdot {\sqrt[{3}]{D}}+0,001\cdot D),}
де D — середнє геометричне інтервалу номінального розміру в міліметрах.
Цю формулу було отримано емпірично, базуючись на різних національних застосуваннях і на передумові, що для того самого виробничого процесу, відношення між величиною виробничої похибки і номінальним розміром наближене до параболічної функції.
Значення стандартних допусків розраховано залежно від одиниці стандартного допуску i, як показано в таблиці.
| Номінальний розмір, мм | IT1 | IT2  | IT3  | IT4 | IT5 | IT6 | IT7 | IT8 | IT9 | IT10 | IT11 | IT12 | IT13 | IT14 | IT15 | IT16  | IT17  | IT18  |
| 0...500                |     |      |      |     | 7i  | 10i | 16i | 25i | 40i | 64i  | 100i | 160i | 250i | 400i | 640i | 1000i | 1600i | 2500i |
| 500...3150             | 2l  | 2,7l | 3,7l | 5l  | 7l  | 10l | 16l | 25l | 40l | 64l  | 100l | 160l | 250l | 400l | 640l | 1000l | 1600l | 2500l |
Належить зазначити, що від IT6 і вище стандартні допуски множать на 10 у разі переходу на 5 ступенів квалітету. Це правило можна використовувати під час екстраполяції значень IT для квалітетів більших за IT18.

### Стандартні допуски для номінальних розмірів від 500 до 3150 мм
Значення стандартних допусків у квалітетах IT1...IT18 визначено як функція одиниці стандартного допуску l. Одиницю стандартного допуску l в мікрометрах визначають за формулою:
{\displaystyle l=0,004D+2,1;}
де D — середнє геометричне інтервалу номінального розміру в міліметрах.
Значення стандартних допусків розраховується залежно від одиниці стандартного допуску l як показано у вище наведеній таблиці.